# Yukio Sakurai
Yukio Sakurai (1953) è un astronomo giapponese.
Yukio Sakurai è un astrofilo giapponese, è un dipendente di un'amministrazione pubblica locale. In campo astronomico si occupa in particolare di comete e nove, osserva da Mito, una città della prefettura di Ibaraki (Giappone). 
Fa parte dell'Variable Star Observers League in Japan, le sue osservazioni sono contrassegnate col codice Siy .

## Scoperte
Sakurai è conosciuto in particolare per la scoperta, nel 1996, del cosiddetto Oggetto di Sakurai (V4334 Sgr), una variabile cataclismica che ha preso il suo nome.
Sakurai ha scoperto o coscoperto tredici nove. In ordine cronologico di scoperta:
| Tipo di oggetto | Denominazione | Data della scoperta | Coscopritori                       | Fonti         |
| --------------- | ------------- | ------------------- | ---------------------------------- | ------------- |
| nova            | V4362 Sgr     | 1994                | -                                  | [ 4 ]         |
| nova            | V4361 Sgr     | 1996                | -                                  | [ 5 ]         |
| nova            | V4642 Sgr     | 2001                | -                                  | [ 6 ]         |
| nova            | V0574 Pup     | 2004                | Akihiko Tago                       | [ 7 ]         |
| nova            | V5115 Sgr     | 2005                | Hideo Nishimura                    | [ 8 ]         |
| nova            | V1280 Sco     | 2007                | Yuji Nakamura                      | [ 9 ]         |
| nova            | V5558 Sgr     | 2007                | -                                  | [ 10 ]        |
| nova            | V5591 Sgr     | 2012                | Kōichi Itagaki                     | [ 11 ]        |
| nova            | V2944 Oph     | 2015                | -                                  | [ 12 ] [ 13 ] |
| nova            | V5856 Sgr     | 2016                | ASASSN                             | [ 14 ]        |
| nova            | V0613 Sct     | 2018                | -                                  | [ 15 ]        |
| nova            | V6596 Sgr     | 2023                | Hideo Nishimura - Andrew R. Pearce | [ 16 ]        |
| nova            | V7991 Sgr     | 2025                | -                                  | [ 17 ]        |

Sakurai ha scoperto anche altri oggetti tra i quali due stelle variabili del tipo Mira Ceti, nel 1994 la V4683 Sgr  e nel 2011 la V5832 Sgr : nel 2024 è stato scopritore indipendente della nova V1723 Sco .

## Riconoscimenti
Gli è stato dedicato un asteroide, 11280 Sakurai .